# 아버지 (1997년 영화)
"아버지"는 1997년에 개봉한 대한민국의 영화이다.

## 캐스팅
- 박근형 : 한정수 역
- 장미희 : 영신 역
- 최정윤 : 지원 역
- 이호재 : 남 박사 역
- 홍리나 : 소령 역
- 정준오 : 희원 역
- 최종원 : 박씨 역
- 이인철 : 김 계장 역
- 황미선 : 이미란 역
- 최용재 : 이하나 역
- 김예진 : 간호사 역
- 이정학 : 과일가게 주인 역
- 박예숙 : 여관주인 역
- 이지산 : 신임서기관 역
- 안진수 : 중개인 역
- 송승필 : 레지던트 역
- 조미영 : 보석상여직원 역
- 오지현 : 직원 역
- 김연진 : DJ 역
- 임진택 : 사진기사 역